# Франк, Филипп
Филипп Франк (20 марта 1884, Вена, Австро-Венгрия — 21 июля 1966, Кембридж, Массачусетс, США) — физик, математик, а также философ первой половины XX века. 
Являлся последователем логического позитивизма и членом Венского кружка.
Франк изучал физику в Венском университете и окончил его в 1907 году, написав диссертацию под руководством Людвига Больцмана. Альберт Эйнштейн рекомендовал его как своего преемника по профессуре в Немецком университете Карла-Фердинанда в Праге.

## Сочинения
- Франк Ф., Мизес Р. Дифференциальные и интегральные уравнения математической физики. — Л.-М., 1937.